# 찬쉐
찬쉐(중국어: 残雪, 병음: Cánxuě, 한자음: 잔설, 1953년 5월 30일 ~ )는 중국의 소설가이다. '찬쉐'는 필명으로 본명은 덩샤오화(邓小华)이다. 중국 아방가르드 문학의 대표 작가이자, 사실적인 인물과 감정 묘사로 '중국의 카프카'로도 불린다. 대표작으로 《산 위의 작은 집》, 《황니제》, 《오향 거리》 등이 있다.